# Fortuynia elamellata
Fortuynia elamellata är en kvalsterart som beskrevs av Malcolm Luxton 1967. Fortuynia elamellata ingår i släktet Fortuynia och familjen Fortuyniidae.

## Underarter
Arten delas in i följande underarter:
- F. e. elamellata
- F. e. micromorpha
- F. e. shibai